# Burcht Philippstein
De Burcht Philippstein (Duits: Burg Philippstein) is de ruïne van een hoogteburcht op een ca. 280 m boven NN liggende heuveltop boven het dal van de Möttbach, bij het dorp Philippstein, een deel van de stad Braunfels, in de Lahn-Dill-Kreis, in de Duitse deelstaat Hessen.

## Geschiedenis
De Burcht Philippstein werd in 1390 gebouwd door graaf Filips I van Nassau-Weilburg. De burcht diende in de eerste plaats om zijn grondgebied en de mijnen te beveiligen. Uiterlijk in de 16e eeuw verloor de burcht zijn strategisch belang en verviel na het vertrek van de laatste beheerder steeds verder. In de 19e eeuw werd de ruïne door de dorpelingen gebruikt als steengroeve, zodat grote delen verwijderd werden en de stenen in nieuw gebouwde gebouwen ingevoegd werden.
Zelfs de donjon werd niet gespaard. Ook daar werden stenen uit het onderste gedeelte verwijderd, zodat hij leek op een boomstam die door bevers werd aangevreten en er sterk instortingsgevaar dreigde.

## Beschrijving van de burcht
De donjon bevindt zich aan de westelijke rand van de ruïne op het laagste punt, wat burchtbouwtechnisch bijzonder is. Aan de donjon sluiten overblijfselen van de schildmuur aan. Andere muurresten op de heuvel zouden van een ridderzaal kunnen zijn, hoewel dit niet helemaal duidelijk is.
Tegenwoordig is de ruïne weer vrij toegankelijk. De donjon, die ongeveer 20 meter hoog is, is nu gezekerd en kan beklommen worden. Hij heeft nu een dak dat bestaat uit een houten constructie en is bedekt met leisteen. Een plaatselijke burgervereniging heeft zich sinds 1976 voor het behoud van de ruïne verdienstelijk gemaakt. Ook de funderingsmuren van andere burchtgebouwen zijn inmiddels opgegraven en beveiligd.

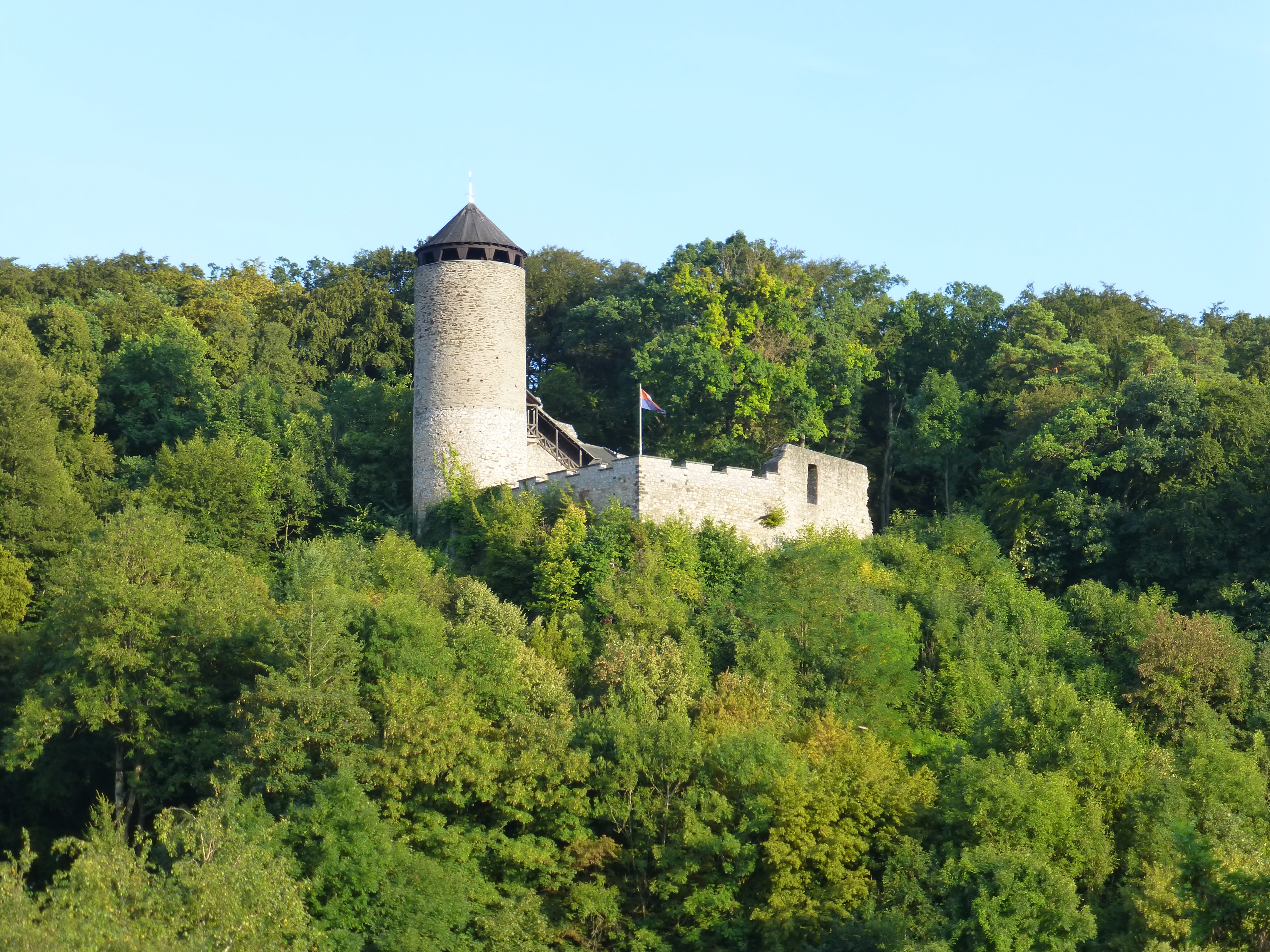
Zicht op de burcht vanaf de Dermbacher Straße, Philippstein
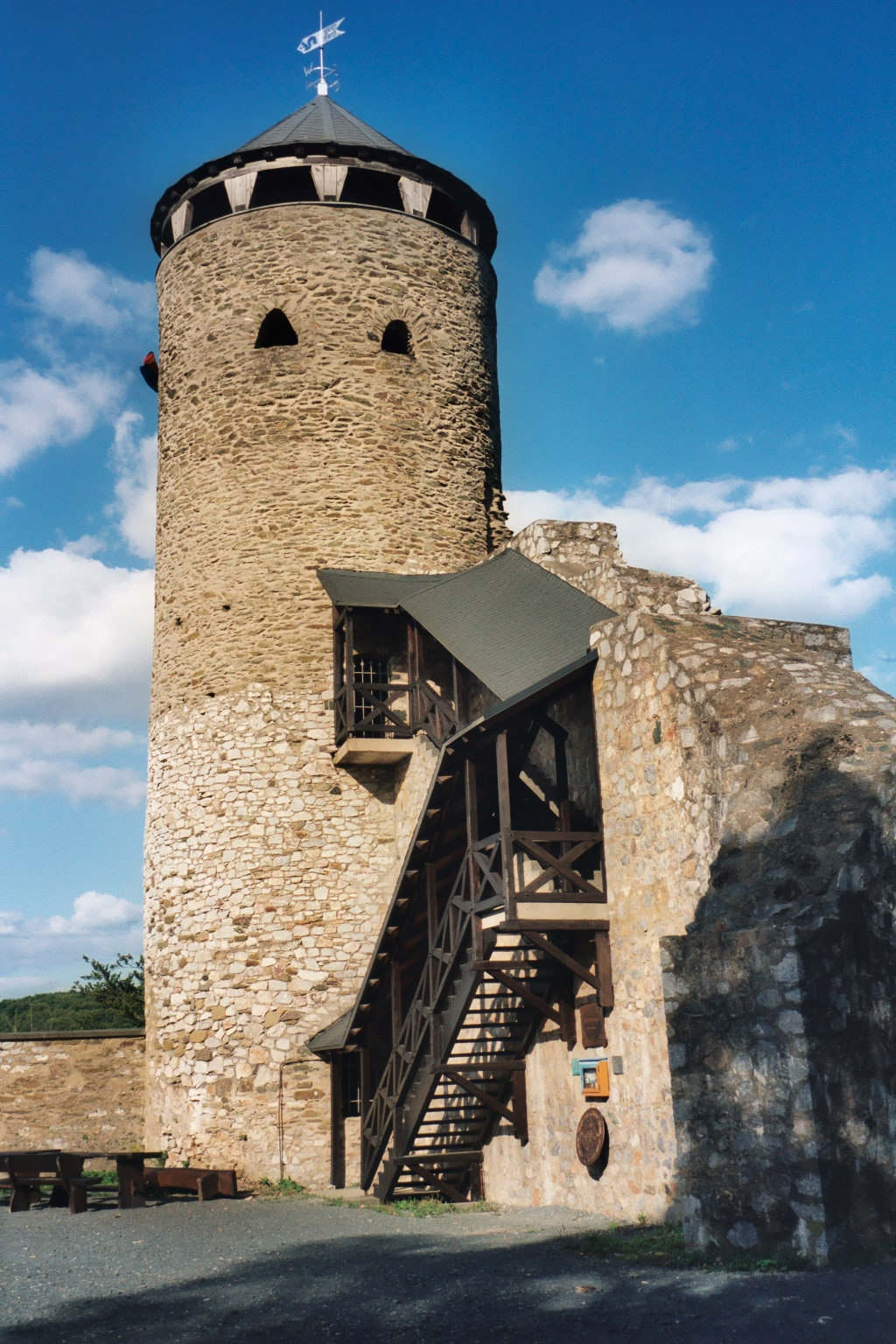
De donjon
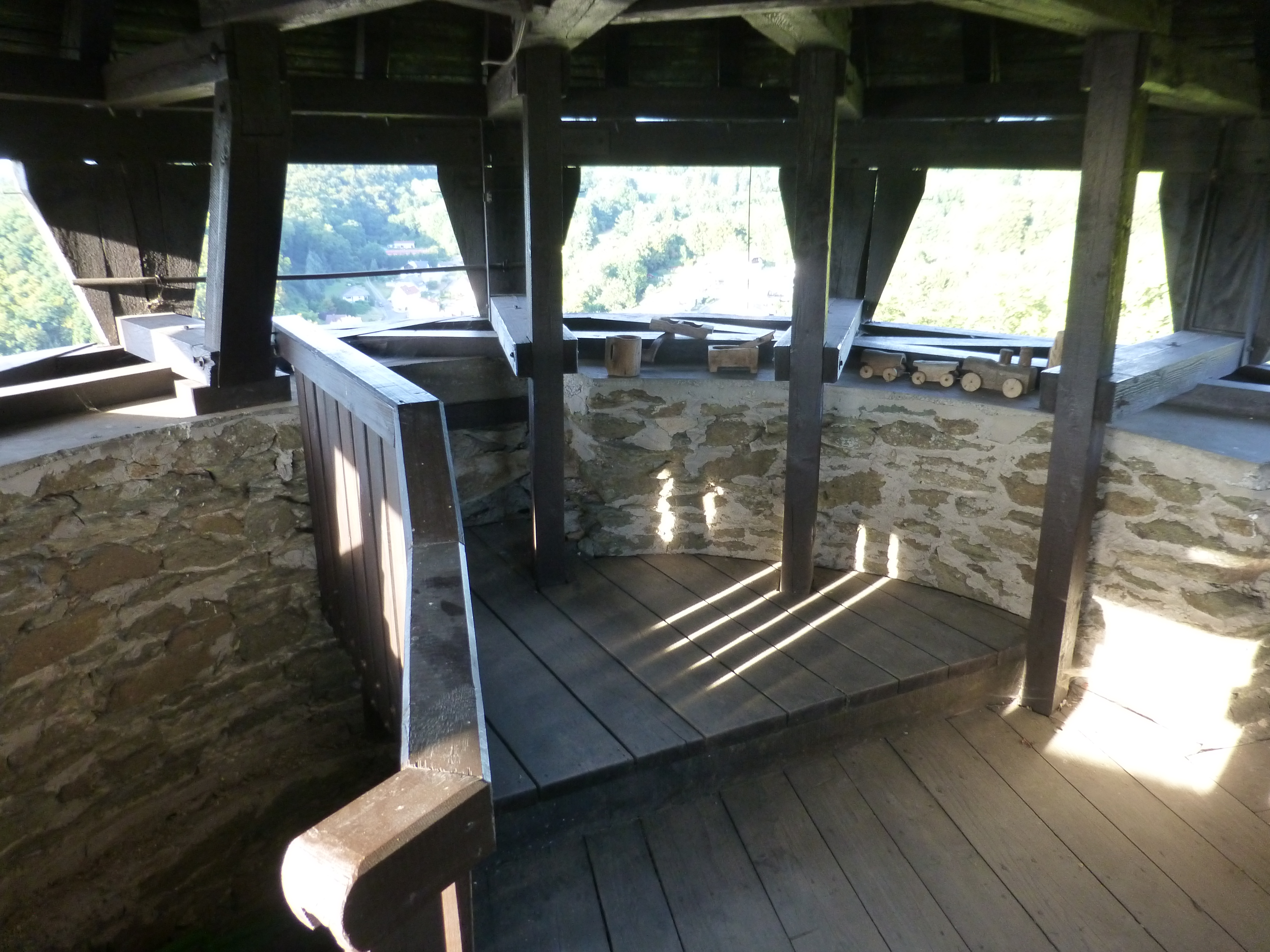
Uitzichtplatform in de donjon